# Archaeodrapetiops elongata
Archaeodrapetiops elongata är en tvåvingeart som beskrevs av Martins-neto, de Moraes Vieira, Kucera-santos och De Campos Fragoso 1992. Archaeodrapetiops elongata ingår i släktet Archaeodrapetiops och familjen puckeldansflugor. Inga underarter finns listade i Catalogue of Life.